# Iván Parra

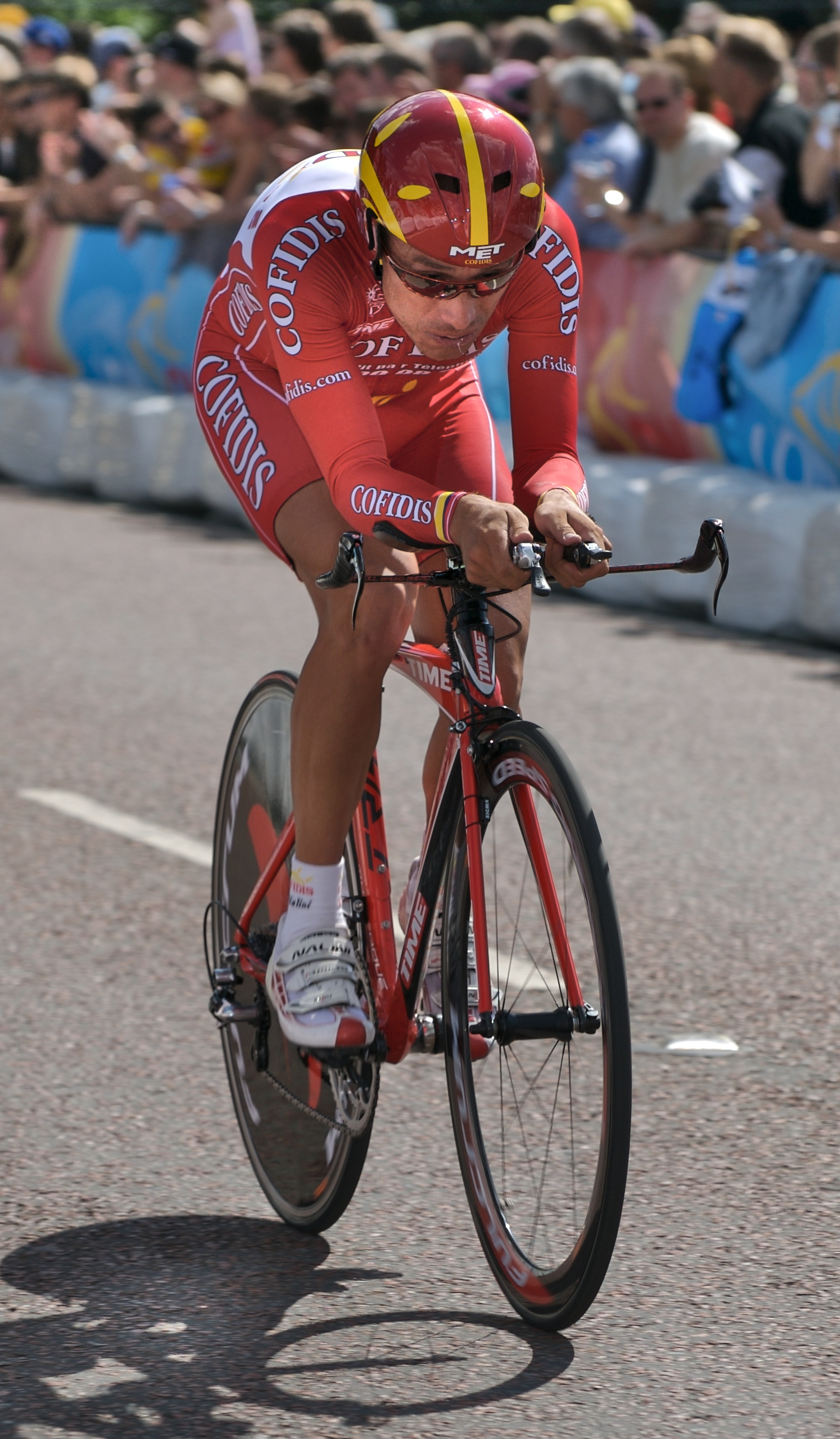
Iván Parra, 2007

Iván Ramiro Parra Pinto (* 14. Oktober 1975 in Sogamoso) ist ein ehemaliger kolumbianischer Radrennfahrer.

## Sportliche Karriere
1995 und 1997 gewann Iván Parra, jüngerer Bruder des erfolgreichen Radfahrers Fabio Parra, die Gesamtwertung der Vuelta de la Juventud Colombia. 1998 wurde er Profi bei dem kolumbianischen Radsport-Team Lotería de Boyaca. Nach einem Wechsel zum spanischen Team Vitalicio Seguros wurde er Neunter der Gesamtwertung bei der ersten großen Rundfahrt, an der er teilnahm, der Vuelta a España.
2000 fuhr Parra seinen ersten Sieg ein, als er eine Etappe der Galicien-Rundfahrt gewann. Ein Jahr später wechselte er zu dem erfolgreichen spanischen O.N.C.E.-Team von Manolo Saiz, von wo aus er 2003 zu Kelme ging. Hier wurde er unter anderem 2004 Sechster der Katalonien-Rundfahrt. Kurz vor Beginn der Saison 2005 bekam er einen Vertrag bei dem heimischen Team Colombia-Selle Italia. Im Frühjahr wurde er kolumbianischer Zeitfahrmeister, und wenig später sorgte er beim Giro d’Italia für eine Überraschung: Er gewann zwei aufeinanderfolgende Bergetappen und wurde in der Bergwertung Zweiter hinter seinem Teamkollegen José Rujano.
Iván Parra startete bei allen drei großen Rundfahrten, beim Giro, bei der Tour de France sowie bei der Vuelta a España.
Ende der Saison 2014 beendete er seine Karriere.

## Erfolge
2005
- Kolumbianischer Meister – Einzelzeitfahren
- zwei Etappen Giro d’Italia

2006
- Bergwertung Tour de Romandie

## Teams
- 1998 Lotería de Boyacá
- 1999–2000 Vitalicio Seguros-Grupo Generali
- 2001–2002 O.N.C.E.-Eroski
- 2003–2004 Kelme-Costa Blanca
- 2005 Colombia-Selle Italia
- 2006 Cofidis-Le Crédit par Téléphone
- 2007 Cofidis-Le Crédit par Téléphone
- 2008 Colombia es Pasión
- 2009 Lotería de Boyacá
- 2010 GW Shimano
- 2011 EPM-UNE
- 2012 EPM-UNE
- 2013 Formesán-Bogotá Humana
- 2014 EBSA-Indeportes Boyacá